# Саттаров, Исмаил
Исмаил Саттаров (каз. Исмайыл Саттаров, 1916, Верный, Российская Империя — 20 марта 1944) — уйгурский поэт и драматург.

## Биография
Родился в 1916 году в городе Верный (ныне Алматы). Получил образование в школе имени Супи Зарватова, а затем в Тбилиси на режиссерских курсах.
Работал в уйгурском театре, был редактором уйгурской литературы Казахского государственного издательства художественной литературы. 
Cвои первые стихи публиковал в уйгуроязычной газете «Кызыл туг» («Красное знамя») в 1936 году. Развивал традицию уйгурской советской поэзии 1920-х годов, представителями которых были такие известные люди, как Омар Мухаммади, Нур Исраилов, Турды Хасан и другие.
Получил известность как автор десятков стихотворений, а также поэм «Хур баг кизи», «Корган», пьесы «Герип и Санам», несмотря на то, что его литературное наследие было невелико по своему объему. Совместно с Кадыром Хасановым написал пьесу «Цветущий сад» («Гулистан») о восстании 1916 года и установлении Советской власти в Семиречье. Как пишут современники, Исмаил Саттаров был большим мастером любовной лирики. В своих произведениях он воспевал и восхвалял строителей социализма, выступал за идею коммунизма во всем мире, а также выступал за дружбу народов, видя в ней ту великую силу, которая победит любые невзгоды и одолеет любые препятствия. Также писал стихи в годы Великой Отечественной Войны, посвящая их Советской Армии в борьбе с врагом.
Помимо этого переводил на уйгурский язык произведения мировой литературы.
Скончался 20 марта 1944 года.

## Труд
- Хасанов, Кадыр. Уйгурские напевы [Текст] : Пер. с уйгур. / Кадыр Хасанов, Исмаил Саттаров. - Алма-Ата : Казах. гос. изд-во худож. лит., 1950 (гостип. № 1). - 67 с.; 17 см.